# Teoria relacji z obiektem
Teoria relacji z obiektem – grupa teorii traktujących o rozwoju relacji między obiektem (zazwyczaj matką) a dzieckiem. Część teorii relacji z obiektem akcentuje kluczową rolę fantazji dziecka (Melanie Klein, psychoanaliza brytyjska) w konstytuowaniu się i przechodzeniu kolejnych stadiów relacji z obiektem. W innych natomiast teoriach (William Ronald Dodds Fairbairn), odnajdujemy większe zaabsorbowanie rzeczywistymi aniżeli wyobrażeniowymi zdarzeniami.
Obiekt jest celem dla kształtującego się popędu, a odpowiednia relacja umożliwia rozwój aparatu psychicznego. Pierwotnym obiektem jest pierś matki z uwagi na to, że jako pierwsza zaspokaja potrzebę głodu i popęd. W wyobraźni dziecka może istnieć kilka wyobrażeń self, jak i obiektu. Wyobrażenia te mogą być nawet sprzeczne ze sobą. W celu osiągnięcia odpowiedniej spójności dziecko stosuje rozmaite mechanizmy obronne, np. rozszczepienie, idealizacja i inne.

## Przedstawiciele
Przedstawicielami teorii relacji z obiektem byli Melanie Klein i Donald Winnicott w Wielkiej Brytanii oraz Margaret Mahler w Stanach Zjednoczonych. Do innych autorów działających w ramach tej koncepcji zalicza się między innymi Otto Kernberg, Erik Erikson, Harry Sullivan i William Ronald Fairbairn.